# Can Castany (Gelida)
Can Castany és una masia de Gelida (Alt Penedès) protegida com a Bé Cultural d'Interès Local.

## Descripció
Masia catalana de tipus basilical, planta rectangular coberta a dos vessants, de planta pis i un cos central més elevat amb els tres arquets tradicionals i les encavallades de fusta interiors. Enganxada a La Ferreria, edifici del segle xiii, cal destacar-hi el portal d'entrada amb la gravació a la pedra de "Pere Civil, 1789", el pati amb palmeres i l'entrada i garatge modernistes. L'interior està molt modificat, com dissortadament la façana principal.
A la finca fan servir la tècnica de reomplir banyes de vaca amb fems per generar substrats per les properes collites.